# Михаил Филипов
Михаил Филипов Филипов е български офицер, генерал-майор от пехотата, участник в Балканската (1912 – 1913) и Междусъюзническата война (1913), началник на секция от интендантството през Първата световна война (1915 – 1918).

## Биография
Михаил Филипов е роден на 4 юни 1877 г. в Болград, Обединено княжество Влашко и Молдова. Член е на Младата македонска книжовна дружина. През 1899 г. завършва в 20-и випуск на Военното на Негово Княжеско Височество училище и е произведен в чин подпоручик, от 1903 г. е поручик, а от 31 декември 1906 е капитан.
Взема участие в Балканската (1912 – 1913) и Междусъюзническата война (1913), като на 14 юли 1913 е произведен в чин майор.
През Първата световна война (1915 – 1918) майор Филипов служи като началник на секция от интендантството, за която служба „за отличия и заслуги през втория период на войната“ съгласно заповед № 355 от 1921 е награден с Орден „Св. Александър“ IV степен с мечове по средата. На 16 март 1917 е произведен в чин подполковник.
След края на войната, на 2 ноември 1919 е произведен в чин полковник. Със заповед № 65 по Министерството на войната от началото на 1929 г. е назначен за главен интендант. На 30 май 1930 г. е произведен в чин генерал-майор.
По време на военната си кариера служи като интендант, по-късно служи в 1-ви пехотен софийски полк и като помощник-интендант на 5-а пехотна дунавска дивизия.

## Семейство
Генерал-майор Михаил Филипов е женен и има 3 деца.

## Военни звания
- Подпоручик (1899)
- Поручик (1903)
- Капитан (31 декември 1906)
- Майор (14 юли 1913)
- Подполковник (16 март 1917)
- Полковник (2 ноември 1919)
- Генерал-майор (15 май 1930)

## Образование
- Военно на Негово Княжеско Височество училище (до 1899)

## Награди
- Орден „Св. Александър“ IV степен с мечове по средата (1921)